# Luca Szűcs
Luca Szűcs (Budapest, 20 settembre 2002) è una schermitrice ungherese, specializzata nella sciabola.

## Carriera
Nel 2022 si laureata campionessa del mondo nella sciabola a squadre ai Mondiali de Il Cairo, assieme a Sugár Katinka Battai, Liza Pusztai e Renáta Katona, sconfiggendo in finale la Francia per 45-40. L'anno successivo ha vinto nuovamente la medaglia d'oro nella stessa disciplina ai Mondiali di Milano, assieme a Pusztai, Battai e Anna Márton, battendo in finale sempre la Francia per 38-45.

## Palmarès
- Mondiali

Il Cairo 2022: oro nella sciabola a squadre.
Milano 2023: oro nella sciabola a squadre.
Tbilisi 2025: bronzo nella sciabola a squadre
- Giochi europei

Cracovia 2023: bronzo nella sciabola a squadre
- Europei Under-23

Tallinn 2022: oro nella sciabola a squadre; argento nella sciabola individuale.
- Mondiali giovanili

Dubai 2022: argento nella sciabola a squadre.
- Europei juniores

Parenzo 2020: oro nella sciabola a squadre.
Novi Sad 2022: oro nella sciabola a squadre.
Tallinn 2023: oro nella sciabola a squadre.
- Mondiali cadetti

Toruń 2019: oro nella sciabola individuale.
- Europei cadetti

Soči 2018: argento nella sciabola a squadre.
Foggia 2019: oro nella sciabola a squadre.